# Giovanni Antonio Santarelli

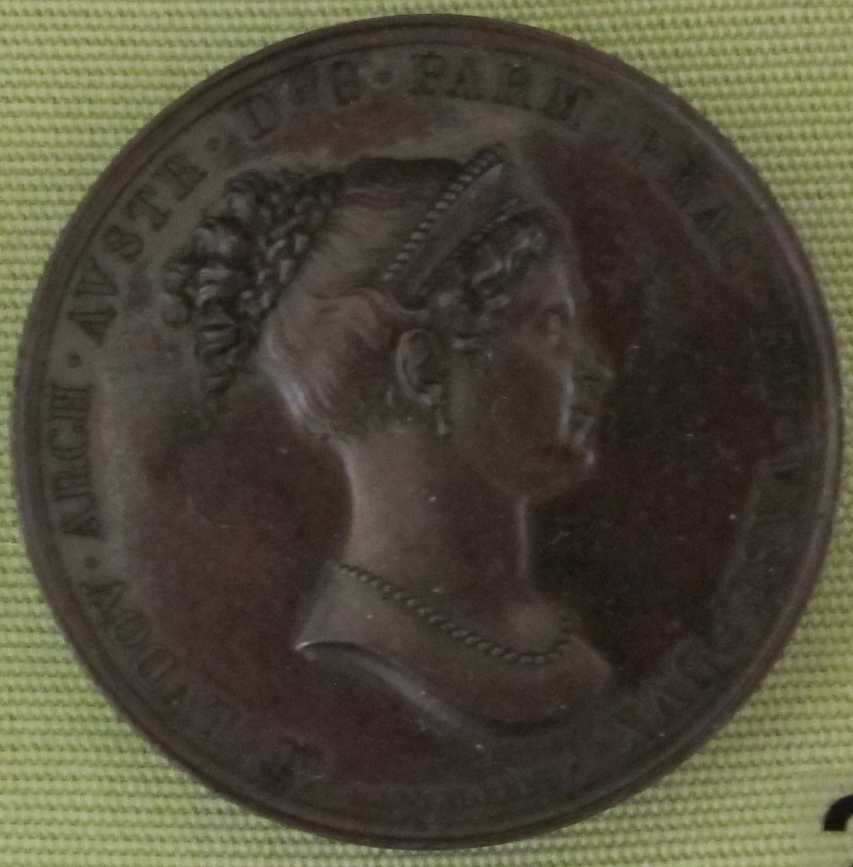
Medaglia di Maria Luisa duchessa di Parma, 1818

Giovanni Antonio Santarelli (Manoppello, 20 ottobre 1758 – Firenze, 30 maggio 1826) è stato uno scultore e medaglista italiano.

## Biografia

### Giovinezza
Nasce a Manoppello il 20 ottobre del 1758 da Francesco (agricoltore) e da Maria Angela Casagena (casalinga). Il padre lo avviò al lavoro agricolo e alla pastorizia. All'età di dieci anni, il piccolo Giovanni Antonio si distrasse dal pascolo per raccogliere lungo le sponde del fiume Alento alcuni ciottoli levigati sui quali incide, con un ago sottratto alla madre, un “volatile” e “un satiro di meravigliosa bellezza” (Francesco Vicoli).
Nel 1774 il frate conventuale Francesco Antonio Carnesale, suo precettore, convinse i genitori a far intraprendere al ragazzo la carriera artistica. L'attività agro-pastorale non si addiceva ad un giovane con spiccate attitudini figurative. Ottenuto il consenso dalla famiglia, il sacerdote Carnesale affidò il giovane artista al pittore Nicola Ranieri di Guardiagrele, “affinché lo ammaestri nel disegno” (Camillo Blasioli).
Nel 1780 il mecenate Francesco Saverio Blasioli, venuto a conoscenza delle qualità plastiche ed incisorie del giovane, lo mise a bottega a Chieti sotto la guida del cesellatore toscano Clemente Caselli. Nel capoluogo teatino realizzò su pietre semipreziose cammei con il ritratto del marchese Romualdo de Sterlich, del barone Michele Cetti e del suo mecenate. Considerate queste sue qualità attitudinali Blasioli ritenne opportuno fargli percorrere le strade del cesello e della glittica.

### A Roma alla scuola di Giovanni Pichler
Sulla scorta di tali decisioni, il cesellatore Clemente Caselli suggerisce ai nobili teatini, che avevano a cuore la formazione del Santarelli, di mandarlo a Roma ad imparare l'arte della lavorazione delle gemme sotto la guida del maestro Giovanni Pichler, che lo tenne a bottega dal 1781 al 1791. Nella capitale lavora per le più alte gerarchie nobiliari ed ecclesiastiche. Scoperto da alti prelati del Vaticano e da papa Pio VII foggia anelli cardinalizi emisferici con grossi zaffiri, considerati attributi di castità.

### Il matrimonio con Vincenza Gesmann
Nel 1791 all'età di 36 anni, impalmò a Roma la celebre miniaturista Vincenza Gesmann, artista attiva in tempi in cui l'arte del miniare, sconvolta dalla rivoluzione tecnica prodotta da Gutenberg, si era rivolta ai quadretti di genere, oggetti richiestissimi dalle corti e dalla nobiltà quale arredo da salotto e da ambienti di rappresentanza.
Nel 1794 la moglie morì e per il gran dolore Santarelli lasciò Roma.

### Il trasferimento a Firenze
Si trasferì allora a Firenze. Il 5 aprile del 1797, con decreto specifico della Imperiale Giunta della Toscana, fu nominato docente presso l'Accademia di belle arti di Firenze. Qui tenne cattedra fino al 1826, insegnando a lavorare agli alunni gemme in rilievo (cammei) e ad intaglio (sigilli). I suoi migliori discepoli, oltre al figlio Emilio, furono: Domenico Bernardini, Vincenzo Biondi, Pietro Cinganelli, Giovanni Merlini, Vittorio Nesti, Francesco Pozzi e Luigi Siries.

### Il matrimonio con Teresa Benigni
Nel 1799 sposò a Firenze, in seconde nozze, Teresa Benigni, dalla quale avrà quattro figli: Agnese, Carolina, Carlo ed Emilio che, come il padre, diventeranno incisori. A Firenze, oltre agli impegni in Accademia, modellò cammei e ritratti in cera, intagliò sigilli e foggiò medaglie nel suo laboratorio, ubicato, secondo lo storico Vincenzo Bindi, di Giulianova, presso il ponte della Cernaia.

### Iscrizioni albi accademici
La fama di cui notoriamente godeva gli consentì di essere iscritto negli albi delle più note accademie italiane e straniere. Napoleone lo elevò a Cavaliere dell’Ordine della Riunione. Il generale Jacques François Menou, all'epoca governatore della Toscana, lo nominò professore della Scuola d'Incisione di Gemme e Cammei.
Tra i titoli di appartenenza a prestigiosi Istituti culturali si segnalano:
- 1800. Il 7 agosto fu nominato socio dell'Accademia Colombaria di Firenze; Durante il soggiorno fiorentino, Santarelli si dedicherà in maniera esclusiva alla produzione di cammei, incidendo i ritratti di illustri personaggi dell'epoca, come Ferdinando III di Toscana, della principessa Elisa di Lucca, della Duchessa di Parma, della Regina d'Etruria, ma realizzò anche cammei con personaggi famosi del passato come Dante Alighieri, Galileo Galilei, Petrarca, Machiavelli, Boccaccio.
- 1808. Il 3 agosto entra a far parte dell'Accademia di lettere, scienze ed arti di Livorno;
- 1816. Il 20 dicembre viene inserito come accademico di merito dell'Accademia San Luca di Roma, su proposta dell'amico Antonio Canova;
- 1818. Dal 4 agosto fa parte del consiglio dell'Accademia Labronica di Livorno;
- 1820. Il 30 dicembre fu nominato da Luigi XVIII Cavaliere della Legione d'Onore;
- 1824. All'inizio di aprile fu nominato socio dell'Accademia delle arti di Prussia e dell'Académie des beaux-arts di Parigi.

### Il trapasso e la memoria
Muore a Firenze il 30 maggio 1826. È sepolto nella stessa città nella chiesa di San Salvatore di Ognissanti sotto la quinta lunetta dipinta dal Sigozzi. Una lapide funeraria, dettata dal notaio Camillo Marinelli, di Manoppello, lo paragona a Pirgotele, grande glittico greco.
Sulla casa in cui morì, la palazzina Ricasoli presso piazza Goldoni a Firenze, nel 1856 venne apposta una lapide:
| ANTONIVS · SANTARELLIVS GEMMARVM FORMARVMQVE · NVMIS · MISSILIBVS · FERIVNDIS CAELATOR · EXIMIVS HAS · AEDES · INCLVIT · IN · IISDEM · OBIIT III · KAL · IVN · AN · M · DCCC · XXVI AN · AVTEM · M · DCCC · LVI ALBERTVS · RICASOLIVS · FIRIDOLFIVS IN · HANC · SPECIEM AMPLIFICANDO · REFECIT |

Traduzione: «Antonio Santarelli, incisore eccellente di gemme, stampi e medaglie da conio, abitò questa casa e qui morì il 30 maggio 1826. Nel 1856 Alberto Ricasoli Firidolfi la restaurò e ampliò donandole questo aspetto».
Nel 1873 l'amministrazione comunale di Manoppello deliberò di dedicargli il corso principale del centro urbano. Nel 2011 l'amministrazione comunale di Manoppello istituì, in un'ala del Convento delle Suore Alcantarine, un museo civico dedicato a Giovanni Antonio Santarelli.

## Opere

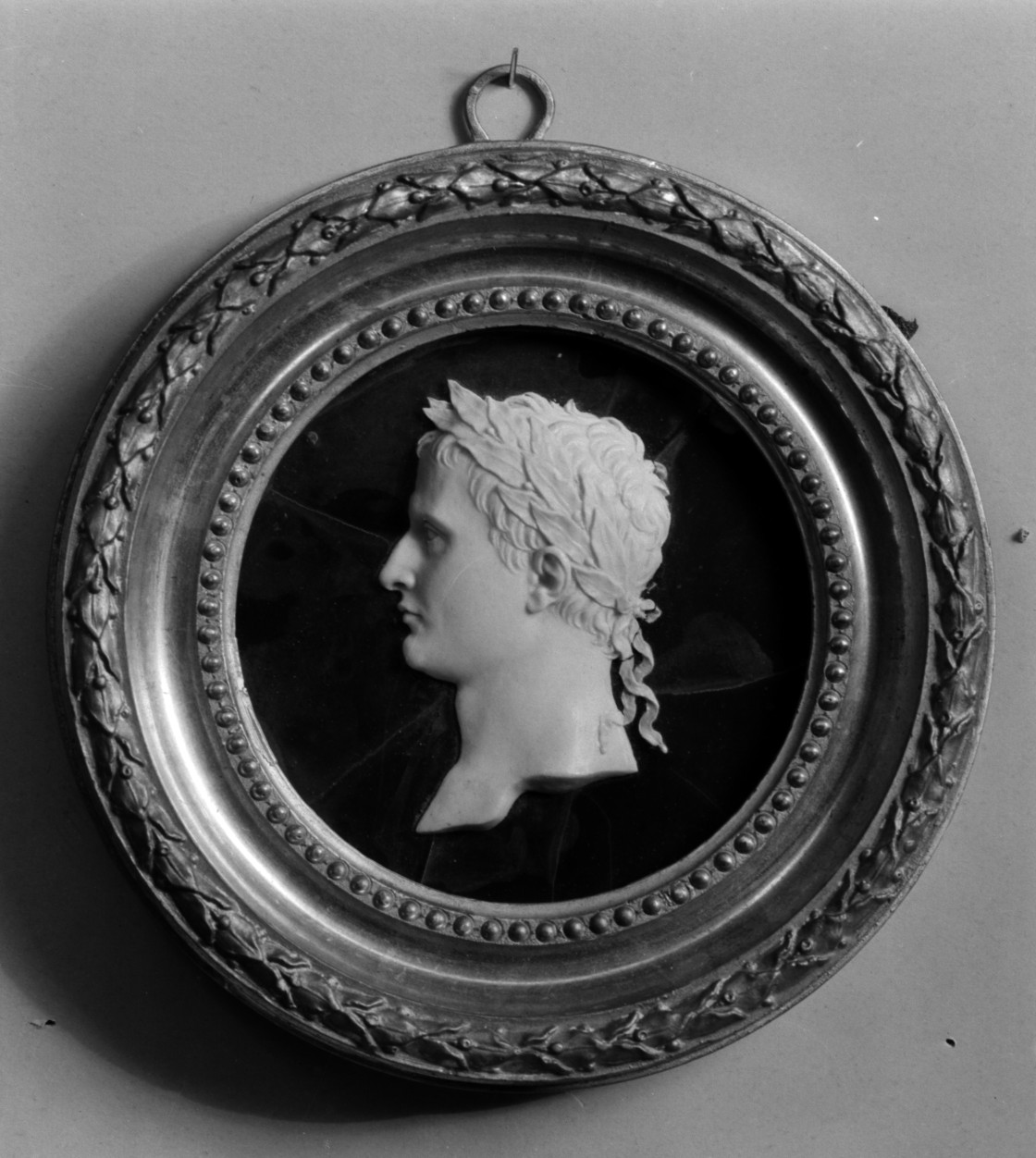
Ritratto di Napoleone Bonaparte, Metropolitan Museum of Art, New York

Nel corso della sua vita, operando tra Chieti, Roma e Firenze, realizzò molte medaglie e incisioni che sono oggi conservati in vari musei tra cui il Louvre, il Museo numismatico della Zecca Italiana, il Museo Glauco Lombardi di Parma, il Germanisches Nationalmuseum di Norimberga.

### Cammei
Tra i cammei si ricordano quelli con le effigie di Michelangelo, Galilei, Dante, Petrarca, Boccaccio e Machiavelli, opere collezionate da Pierre-Louis-Jean Casimire, duca di Blacas successivamente vendute dagli eredi al Louvre di Parigi. Restano a Firenze, nella collezione del barone Luigi Turno-Rapelli i ritratti dei dodici Cesari, i cui profili, presumibilmente, derivano dalle placchette bronzee diffuse sin dal primo Rinascimento.
A Firenze, nel Tesoro dei Granduchi, si conserva il cammeo in corniola con il ritratto di Erasmo da Rotterdam; a Vienna, nel Kunsthistorisches Museum, il cammeo in onice appartenuto a Napoleone; a Montpellier, nella Biblioteca Civica, quello in corniola con il ritratto di Nicolas Poussin, foggiato per il pittore François-Xavier Fabre, nonché l'anello in corniola di Vittorio Alfieri recante il profilo di Dante; a Roma, nel Museo Napoleonico, quello di Gioacchino Murat; a Roma, collezione Sangiorgi, un cammeo con profilo di Dante; ad Ajaccio, al Museo Corso, cammeo in onice con il ritratto di Maria Luigia di Parma; a New York, al Metropolitan Museum, si conserva un anello con eroti danzanti; a Londra, al British Museum, un cammeo, non firmato, con l'effigie di Ercole con clava, unitamente al “cammeo in anello” con il ritratto di Pio VII. Un altro cammeo, firmato Santarelli, è citato nel catalogo della Biblioteca Nazionale di Parigi.
Una rarità rappresenta il cammeo in onice lavorato per Alexandrine de Bleschamp, montato a spilla e non incastonato in anello come abitualmente Santarelli usava assemblare. Attualmente, la spilla è di proprietà del marchese Del Gallo di Roccagiovine.
Altra singolarità è data da una collana muliebre e da un monile da testa gioielli eseguiti per Luigi Rosselli Del Turco.
Dei cammei in agata e onice modellati per il diplomatico inglese Simon Clarke si sono perse le tracce.
Il numero dei sigilli di cui restano tracce è limitato. Di alcuni, oltre agli originali, si conservano, in diverse strutture museali, anche i calchi.
Si ha memoria anche delle seguenti opere: sigillo con ritratto di Alessandro Tassoni (un calco di quest'opera si conserva nella raccolta Tommaso Paoletti, Roma, Palazzo Braschi); sigillo in corniola con ritratto di Klemens Wengel Lothar principe di Metternich, conservato a Vienna; sigillo in sardonica con l'immagine di Nettuno e di Anfitrite (un calco di quest'opera si conserva nella raccolta Paoletti, Roma, Palazzo Braschi); sigillo con Eros e Psiche (di quest'opera esistono calchi nella raccolta Paoletti, Roma Palazzo Braschi e nella raccolta Alessandro Cades, Roma, Istituto Archeologico); sigillo con San Giorgio e il drago (un calco di quest'opera si conserva nella raccolta Paoletti, Roma, Palazzo Braschi).

### Ritrattini in cera
Si sa bene che il ricorso alla ceroplastica consente al glittico di realizzare rapidamente e velocemente di ritoccare le fisionomie dei personaggi prima di eternare le loro sembianze in cammei preziosi, sigilli pregiati e medaglie storiche. Per queste ragioni la ceroplastica non è stata nelle mani di Santarelli un sostituto povero della glittica, bensì un'alternativa, di valido contenuto artistico.
Elementi estetici fondamentali dei suoi ritratti in cera, salvati dal collezionismo privato, sono: il senso della misura morfologica, la raffinata perizia manuale, l'alto grado di specializzazione e, soprattutto, le componenti anatomiche.
I ritratti in cera, prevalentemente monocromi, modellati in bassorilievo e di profilo, secondo i più comuni canoni della numismatica e della gemmologia, ammontano all'incirca a trecentosettanta. Si tratta di un corpus di opere pregiate salvate dai fratelli Alfredo e Raimondo Serrani, pervenuto alle Reali Gallerie Fiorentine il 5 marzo del 1888 e successivamente restaurate presso il laboratorio dell'Opificio delle pietre dure, di Firenze. L'attività creativa dell'opificio è stata interrotta dall'alluvione di Firenze del 1966.
Tra i ritratti si ricordano quelli di: Maria Luisa d'Asburgo-Lorena, imperatrice dei francesi; Catherine Christine Eléonore Boyer; Carlo Ludovico di Borbone, re d'Etruria; Luigi XIII re di Francia; Luigi XVIII re di Francia; Gioacchino Murat, granduca di Clèves e Berg, poi re di Napoli; Letizia Ramolino-Bonaparte; Caterina di Württemberg, regina di Westfalia; Alexandrine de Bleschamp, principessa di Canino e di Musignano; Vittorio Alfieri; Antonio Canova; Gioacchino Trivulzio; Camillo Borghese, duca di Guastalla; Pietro Benvenuti, direttore dell'Accademia di belle arti di Firenze; Vincenzo Camuccini, pittore romano; Leopoldo Cicognara, presidente dell'Accademia di belle arti di Venezia; Salvatore Pietro Janer, traduttore di William Shakespeare; Giuseppe Bencivenni Pelli; Ennio Quirino Visconti direttore dei Musei Capitolini; Giuseppe Bossi, fondatore del Museo di Brera; Dominique Vivant Denon, direttore generale dei musei napoleonici; Angelo Fabroni, direttore della Zecca di Firenze; Lorenzo Pignotti, autore di una storia della Toscana; Giuseppe Stiozzi Ridolfi, prefetto del dipartimento dell'Arno.
Si sono perse le tracce, invece, dei ritratti in cera venduti all'asta, nel 1979, dalla Sotheby's di New York (lotto n. 299) provenienti dal Carnegie Museum of Art di Pittsburgh e di dodici ritratti raffiguranti diversi regnanti della casa reale di Svezia.

### Medaglie
Accanto alla perfezione tecnica della lavorazione delle medaglie è ammirevole il limpido naturalismo che guida l'artista nell'efficace rappresentazione anatomica proiettata entro forme e schemi canonizzati dal Pisanello.
Entro i limitati spazi circolari Santarelli, da medaglista eccellente, mette in evidenza le sue qualità di scultore raffinato, di orafo virtuoso e di incisore oculato, come attestano figurazioni e lettering: componenti principali della medaglistica.
Tra le medaglie resta memoria di quelle di Ferdinando III di Lorena, granduca di Toscana; di Luciano Bonaparte; della principessa di Lucca Elisa Baciocchi Bonaparte; della granduchessa Maria Luigia di Parma e di Giuseppe Stiozzi Ridolfi.
Una medaglia con le sembianze di Michelangelo, l'Accademia di Firenze dava “ in premio alla gioventù nei più grandi concorsi”. Una medaglia per premiare gli allievi del “Liceo Lucchese”, distribuita il giorno della festa di Santa Croce (decreto 30 ottobre 1815), fu richiesta da Maria Luisa quando “finita l'epopea napoleonica entrò in Lucca (10 giugno del 1817) in virtù del trattato addizionale del Congresso di Vienna”. Una medaglia fu coniata per il Cavalier Giovanni Fabroni. Alcune di carattere commemorativo si conservano a Roma (Museo Napoleonico), a Firenze (Museo nazionale del Bargello), a Parma (Museo Glauco Lombardi), a Chieti (Museo Costantino Barbella), queste ultime recentemente sono state date in comodato d'uso al Comune di Manoppello. Un conio di medaglia, forse l'unica matrice della medaglistica di Santarelli si conserva al Museo delle Monete, presso la Biblioteca Nazionale di Parigi.

### Glittica
Santarelli vive da protagonista il fenomeno del neoclassicismo. La sua glittica rientra a pieno titolo nel periodo napoleonico e post-napoleonico. I suoi cammei non sono imitazione di canoni antichi, ma nuova intuizione dei valori classici, grazie ad un modellato personale. Santarelli non riproduce, ma crea con gusto aristocratico cammei, sigilli e medaglie che vanno dall'arte greco- romana all'ellenismo, dall'arte rinascimentale al Neoclassicismo, periodo conosciuto in Italia anche come “arte dei principi” per la sua dipendenza dalle teste coronate.
Santarelli scavò o modellò profili e volti ben proporzionati permeati da un modellato rivolto essenzialmente alla rappresentazione artistica dei tratti somatici, spesso ripresi dal vero.
Fu anche acclamato cultore del ritratto idealizzato. Alle opere neoclassiche fece seguire anche cammei di magnificenza imperiale. C'è poco rococò nei suoi lavori prodotti a cavallo tra due epoche socialmente e artisticamente diverse: il Settecento e l'Ottocento.
Affievolitasi la committenza nobiliare con l'espandersi della borghesia, fa la ricomparsa lo smalto. L'arte non è più appannaggio della monarchia, della Chiesa e della nobiltà: non si sviluppa più al servizio del potere regale, ecclesiastico ed aristocratico. La ricchezza, ormai, sfugge dalle mani dei pochi privilegiati. Le autorevoli committenze della clientela altolocata si affievoliscono. Lentamente scompaiono a favore di un mercato legato all'oreficeria meno prestigiosa, ma più accessibile alla borghesia e ai nuovi stati sociali in forte espansione.
Commercio e industria, sostenuti da idee politiche ispirate alla libertà e all'eguaglianza, facilitano la propagazione e la lavorazione dei cammei in conchiglia. Si fissano, stranamente, tipologie imitative per la traduzione seriale a livello industriale.
I costosi cammei in sardonica, in corniola, in diaspro, in agata, in giada, in onice, in calcedonio e in aragonite fino a qualche decennio prima prodotti per prestigiose investiture, sono ora commissionati sempre più raramente. Invece, quelli stampati in porcellana bianca o in bisquit, alcuni, addirittura, incastonati, in princisbecco (oro falso), invadono l'Europa. Arrivano anche a Firenze, centro di secolare tradizione per la lavorazione di gemme e di pietre dure. La figura dell'artista di successo cade nella penombra. Scoppia il manierismo. La glittica sfocia nel mare magnum dell'artigianato e si confonde nella nebbia dei pantografi dei falsari.

### Statue
Santarelli per la chiesa parrocchiale di Manoppello, scolpì il Cristo morto con l'Addolorata, Sant'Antonio di Padova e San Rocco. Per la Natività scolpì un elaborato Bambinello. Per la chiesa di San Silvestro in Guardiagrele (oggi oratorio parrocchiale), scolpì il busto del santo, conservato ora nella chiesa parrocchiale di San Giuseppe in località Comino. Le statue di Santarelli si distinguono per la resa plastica e per la vivacità dei volti.